# Cor van Gogh
Cornelis Vincent (Cor) van Gogh (Zundert, 17 mei 1867 - Brandfort (Oranje Vrijstaat), 14 april 1900) was een Nederlandse emigrant, tekenaar en soldaat in Zuid-Afrika.

## Jeugd
Van Gogh, de jongste broer van de schilder Vincent van Gogh, groeide op in een domineesgezin in Zundert. In 1871 verhuisde hij met zijn ouders en zusje Willemina (de andere kinderen waren reeds volwassen) naar Etten, waar zijn vader een nieuwe benoeming als dominee had gekregen. Hier volgde hij de lagere en middelbare school.

## Emigratie en werk
In 1889 emigreerde Van Gogh op tweeëntwintigjarige leeftijd naar de provincie Transvaal in de Zuid-Afrikaansche Republiek als onderdeel van een kleine emigratiegolf van Nederlanders op zoek naar een betere toekomst door de mogelijkheid om goud te winnen of in het leger te gaan dienen. Hij werkte aanvankelijk als mijnwerker in een mijn in Germiston maar werd spoedig daarna aangenomen als tekenaar voor de Nederlandsch-Zuid-Afrikaansche Spoorwegmaatschappij (NZASM). Voor deze maatschappij tekende hij vele stations en treinemplacementen als documentatie voor de bedrijfsbrochures en de ondernemingsliteratuur en archieven.

## Oorlog en overlijden
Tijdens de Tweede Boerenoorlog tegen de Britten nam hij dienst in een Boerencommando en werd in maart 1900 krijgsgevangen gemaakt door de Britten. Hij werd ziek in de ziekenboeg van het concentratiekamp van Brandfort opgenomen in de andere zojuist ingelijfde Boerenrepubliek Oranje Vrijstaat. Hier stierf hij op 14 april 1900 aan een opgelopen geweerschot. Het Transvaalse Rode Kruis stelde dat dit een ongeluk was door eigen toedoen, maar er zijn bronnen die dat in twijfel trekken.

## Toneelstuk en film
Over het tragische leven van Cor van Gogh werd in 2006 in België onder regie van Daleen Krige in het Gentse Theater Tinnenpot een toneelvoorstelling opgevoerd onder de titel Moe Nie Huil nie, moe nie treur nie in het Afrikaans. Cor van Gogh komt tevens voor in de speelfilm Vincent & Theo van de Amerikaanse regisseur Robert Altman uit 1990. De rol van Cor wordt daarin vertolkt door Jim de Groot.
- Gemeinsame Normdatei: 1102264059
- International Standard Name Identifier: 0000 0000 4069 5514
- Library of Congress Control Number: n2005088216
- Nederlandse Thesaurus van Auteursnamen: 304768235
- Virtual International Authority File: 31411652
- WorldCat: E39PBJhtbxBf96bpyGMrvCXDbd

1. ↑  Chris Schoeman, Die onbekende van Gogh: die lewe van Cornelis van Gogh, van Nederland tot Suid-Afrika, Kaapstad, Zebra Press, 2015.]